# کامرون کرسول
کامرون کرسول (انگلیسی: Cameron Cresswell؛ زادهٔ ۱۲ سپتامبر ۱۹۹۹) بازیکن فوتبال است.